# Bridgeport Beach
Bridgeport Beach – plaża chroniona (chroniony odcinek wybrzeża) na poziomie prowincjonalnym (protected beach) w kanadyjskiej Nowej Szkocji, w hrabstwie Cape Breton, na północny zachód od miejscowości Glace Bay, utworzona 11 lipca 1978; nazwa urzędowo zatwierdzona 4 maja 2009.